# مليتشانيتسا
Mlječanica (مليجانيكا) هو منتجع صحي في Kozarska Dubica في البوسنة والهرسك.
وهو مركز صحي يهتم هذا المنتجع بالتخصصات الطبية من الطب والصحة والتأهيل.
حيث في هذا المنتجع الصحي يتم استخدام المياه المعدنية في العديد من الاستخدامات مثل الشرب والاستحمام والاستنشاق .
يأتي المرضى إلى هذا المنتجع بعد تعرضهم لسكتات دماغية وشلل نصفي, وقد يأتي المرضى لأسباب أخرى مثل أمراض الروماتيزم مثل (التهاب المفاصل والروماتيزم أو التنكسية أو خارج المفاصل) وأيضا المرضى الذين يعانون من أمراض أخرى كأمراض الجهاز الهضمي أو الأمراض النسائية أو حالات ما بعد الصدمة أو حالات ما بعد العمليات الجراحية حيث يقوموا بالبقاء في هذا المنتجع.
ويوفر هذا المنتجع الصحي أطباء متنوعي التخصصات ومن هؤلاء الأطباء من هو طبيب العلوم الطبية في مجال الطب الطبيعي وإعادة التأهيل. الطاقم الطبي يتكون أيضًا من: أخصائي نفسي ، أخصائي علاج طبيعي (ممرضات لرعاية إعادة التأهيل) ، أخصائي جراحة العظام ، أخصائي الأعصاب ، أخصائي تقويم العظام. اعتمادا على المشاكل الصحية يتوافر متخصصين في مجالات أخرى
المياه المعدنية الطبيعية المستخدمة في هذا المنتجع (كبريتات الكبريتيد) يصل عمرها لأكثر من 5000 سنة ونفس المياه أيضًا تستخدم للمعالجة حيث أول شهادة حصلت عليها وذلك لتأثيراتها العلاجية من قبل أسترو-هنغاري في فيينا في النمسا عام 1924.